# Токмовське сільське поселення
То́кмовське сільське поселення (рос. Токмовское сельское поселение) — муніципальне утворення у складі Ковилкінського району Мордовії, Росія. Адміністративний центр — село Токмово.

## Історія
Станом на 2002 рік існували Новопшеневська сільська рада (села Нове Пшенево, Підгорне Алексово, присілок Вярвель) та Токмовська сільська рада (село Токмово).
12 березня 2010 року до складу сільського поселення було включене ліквідоване Новопшеневське сільське поселення (села Нове Пшенево, Підгорне Алексово, присілок Вярвель).

## Населення
Населення — 790 осіб (2019, 995 у 2010, 1160 у 2002).

## Склад
До складу поселення входять такі населені пункти:
| Населений пункт         | Населення, осіб (2002) | Населення, осіб (2010) |
| ----------------------- | ---------------------- | ---------------------- |
| Вярвель, присілок       | 131                    | 89                     |
| Нове Пшенево, село      | 210                    | 175                    |
| Підгорне Алексово, село | 20                     | 5                      |
| Токмово, село           | 799                    | 726                    |